# فرودگاه شهری لرنس (ماساچوست)
فرودگاه شهری لرنس (ماساچوست) (به انگلیسی: Lawrence Municipal Airport (Massachusetts)) یک فرودگاه همگانی بهره‌برداری هوایی با کد یاتا LWM است که یک باند فرود آسفالت دارد و طول باند آن ۱۵۲۴ متر است. این فرودگاه در شهر لرنس، ماساچوست کشور ایالات متحده آمریکا قرار دارد و در ارتفاع ۴۵ متری از سطح دریا واقع شده است.